# Ruby (Alasca)
Ruby é uma cidade localizada no estado americano de Alasca, no Distrito de Yukon-Koyukuk.

## Demografia
Segundo o censo americano de 2000, a sua população era de 188 habitantes.
Em 2006, foi estimada uma população de 169, um decréscimo de 19 (-10.1%).

## Geografia
De acordo com o United States Census Bureau, a localidade tem uma área de 19,6 km², sem área coberta por água.

## Localidades na vizinhança
O diagrama seguinte representa as localidades num raio de 120 km ao redor de Ruby.